# Ptilodexia conjuncta
Ptilodexia conjuncta is een vliegensoort uit de familie van de sluipvliegen (Tachinidae). De wetenschappelijke naam van de soort is voor het eerst geldig gepubliceerd in 1891 door Wulp.